# تاکایا یوشینارا
تاکایا یوشینارا (ژاپنی: 吉馴 空矢؛ زادهٔ ۷ ژوئن ۲۰۰۱) یک بازیکن فوتبال اهل ژاپن است.
از باشگاه‌هایی که در آن بازی کرده‌است می‌توان به باشگاه فوتبال سرزو اوساکا و باشگاه فوتبال کاماتامار سان‌اوکی اشاره کرد.